# مارگریتا هوروویتس
مارگریتا هوروویتس (آلمانی: Margherita Horowitz؛ زادهٔ ۷ اوت ۱۹۱۹–۱۹ دسامبر ۲۰۱۱) یک هنرپیشه اتریشی-ایتالیایی بود.
از فیلم‌ها یا مجموعه‌های تلویزیونی که وی در آن‌ها نقش داشته‌است می‌توان به قفسی برای دیوانگان، آدوا و دوستان، هفت تپانچه برای خانواده مک‌گرگور، گربه نه‌دم، مردی از شرق، حتی فرشتگان هم لوبیا می‌خورند، تابلوی خانواده در صحنه‌ای از زندگی روزانه، سالن کیتی، عشق نازی کمپ ۳۷، سوسپیریا، تراس، بادی به غرب می‌رود، کشیش متأهل و جنگ و یادبود اشاره نمود.